# Stenoderma rufum
Stenoderma rufum — вид родини листконосові (Phyllostomidae), ссавець ряду лиликоподібні (Vespertilioniformes, seu Chiroptera).

## Середовище проживання
Цей вид населяє Пуерто-Рико і Американські Віргінські острови. Жоден екземпляр не був помічений або записаний на Американських Віргінських островах за останні 30 років (Gannon et al. 2005). Його природним середовищем проживання є субтропічний або тропічний сухий ліс. 

## Екологія
Це в першу чергу плодоїдні тварина. Живе поодинці, спочиває серед листя. 

## Морфологічні та генетичні особливості
Голова й тіло довжиною 53—73 мм, передпліччя довжиною 46—51 мм, хвіст відсутній. Забарвлення червонувато-коричневе зверху й трохи червоніше знизу.